# Crystal Blue
Crystal Blue är ett svenskt rockband, som startades av gitarristen Ove Lundqvist år 1989. Deras musikgenre är AOR. Medlemmarna i bandet är huvudsakligen från Örebro.
Albumen Out From The Blue At Last (1993) och Caught In The Game (1994) släpptes innan bandet splittrades på grund av att skivbolaget SMC Records som sponsrade dem gick i konkurs.  I maj 2002, under en intervju, pressade journalisten Nicky Baldrian gitarristen Ove Lundqvist att återuppta bandet, och inte långt därefter hade de ett skivkontrakt med MTM Music. Bandet släppte sedan albumet Detour.

## Medlemmar
Nuvarande medlemmar
- Ove Lundqvist – gitarr
- Thomas Lassar – keyboard, sång
- David Persson – basgitarr
- Fredrik Larsson – trummor

Tidigare medlemmar
- Stefan Nykvist – sång
- Micke Palmstrom – trummor
- Morgan J Johansson – sång

## Diskografi
Studioalbum
- 1994 – Caught in the Game
- 2003 – Detour[7]

EP
- 1993 – Out From the Blue at Last (minialbum/EP – 6 spår)[9]